# Allodia brunnea
Allodia brunnea är en tvåvingeart som beskrevs av Harrison 1964. Allodia brunnea ingår i släktet Allodia och familjen svampmyggor. Inga underarter finns listade i Catalogue of Life.